# Bruce Rowland (kompositör)
Bruce Rowland är en australisk kompositör, som bland annat komponerat musiken till The Man from Snowy River (1982) och till TV-serien Floden blev mitt liv (1984).
Vid öppningsceremonin till de olympiska sommarspelen 2000 dirigerade han orkestern.